# Annoisin-Chatelans
Annoisin-Chatelans ist eine französische Gemeinde mit 724 Einwohnern (Stand: 1. Januar 2022) im Département Isère in der Region Auvergne-Rhône-Alpes. Sie gehört zum Arrondissement La Tour-du-Pin und im Kanton Charvieu-Chavagneux. Die Einwohner werden Niusantins genannt.

## Geographie
Die Gemeinde Annoisin-Chatelans liegt im Nordwesten des Plateau de Crémieu und reicht im Nordosten bis auf die steilen Klippen an der linken Uferseite des Flüsschens Amby, kurz vor dessen Eintritt in das flache Rhônetal, etwa 36 Kilometer östlich von Lyon. Umgeben wird Annoisin-Chatelans von den Nachbargemeinden Hières-sur-Amby im Norden, Saint-Baudille-de-la-Tour im Nordosten, Optevoz im Osten, Siccieu-Saint-Julien-et-Carisieu im Südosten und Süden, Crémieu im Süden und Südwesten, Leyrieu im Westen sowie Vernas im Westen und Nordwesten.

## Bevölkerungsentwicklung
| Jahr                       | 1962 | 1968 | 1975 | 1982 | 1990 | 1999 | 2006 | 2012 | 2021 |
| Einwohner                  | 231  | 247  | 285  | 301  | 412  | 541  | 615  | 655  | 717  |
| Quellen: Cassini und INSEE |      |      |      |      |      |      |      |      |      |

## Sehenswürdigkeiten
- Archäologische Fundstätte, früheres Oppidum und später Merowingersiedlung, Monument historique
- Kirche Notre-Dame, Monument historique
- Domäne La Tour
- Gutshof
- mehrere ehemals öffentliche Brotbacköfen

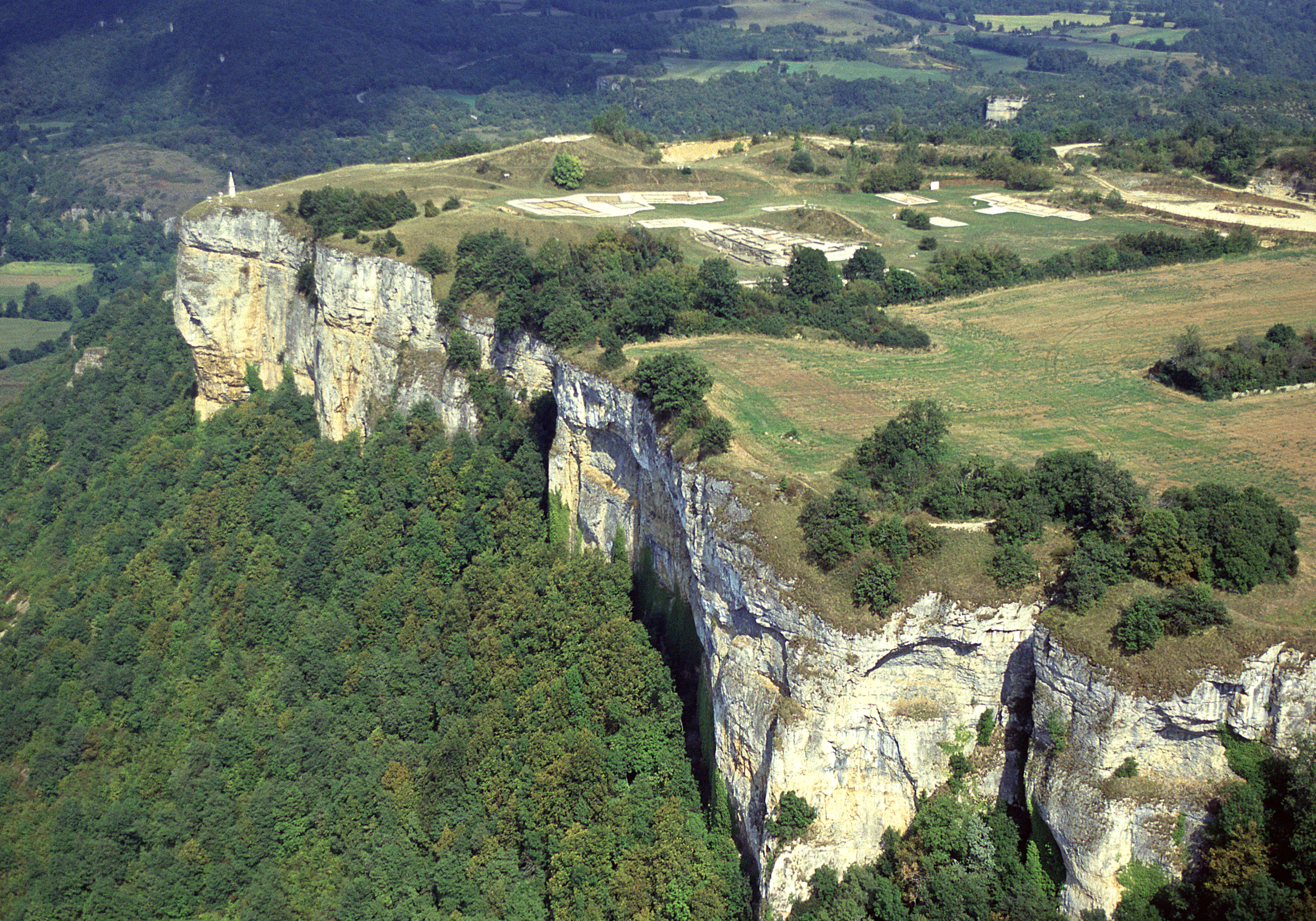
Früheres Oppidum
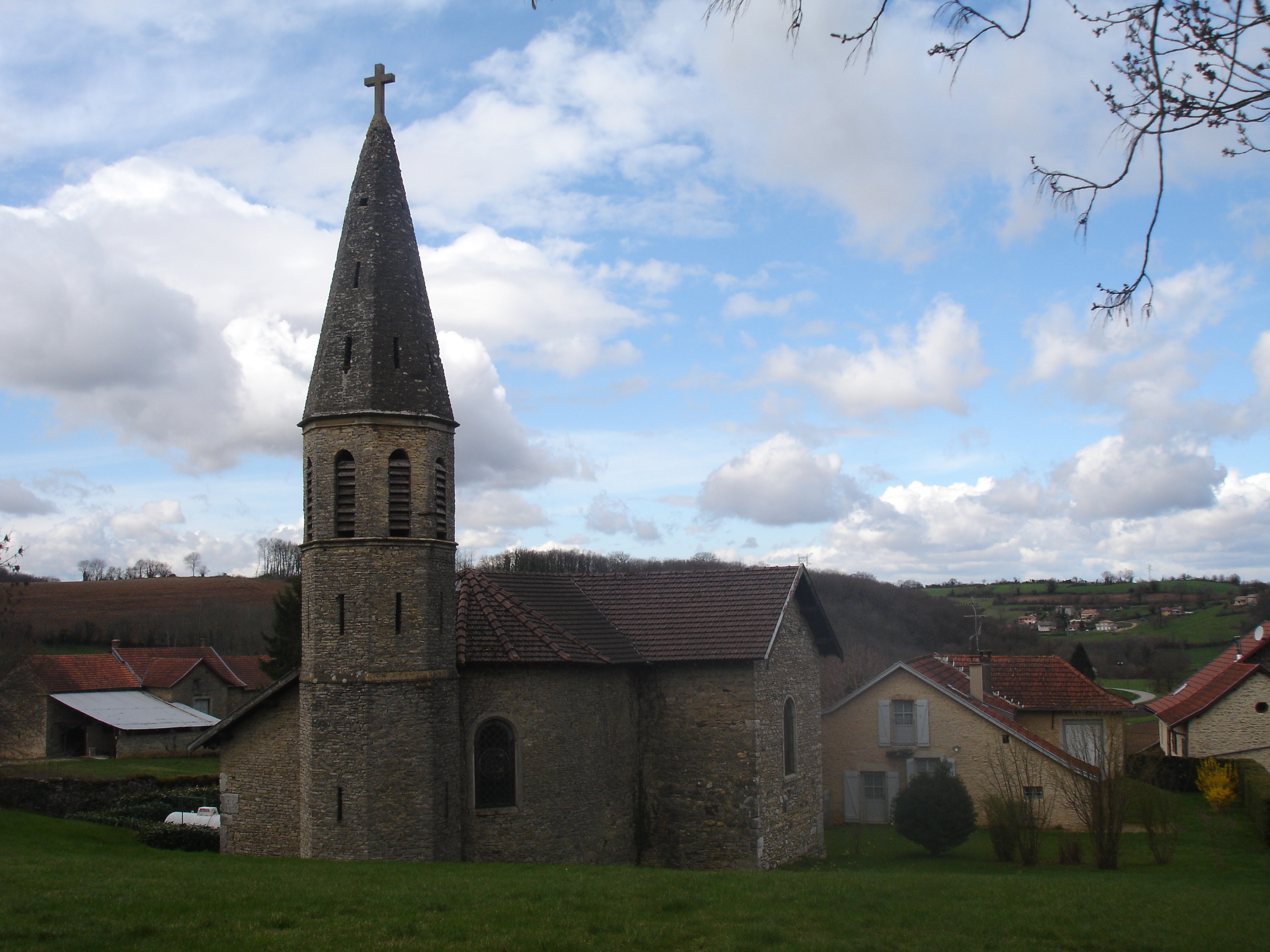
Kirche Notre-Dame
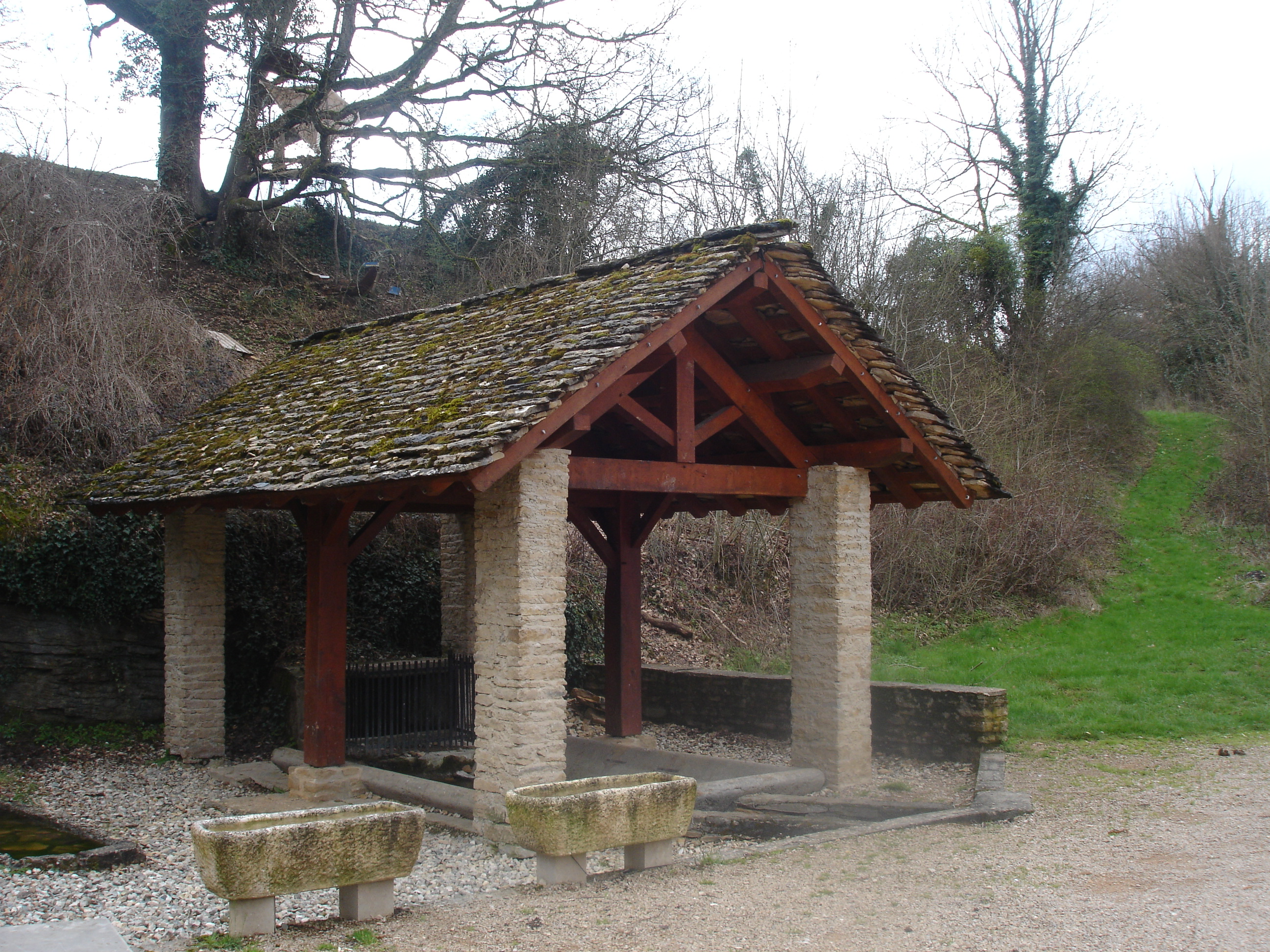
Ehemaliges öffentliches Waschhaus in Michalieu